# Railtrack
Railtrack fue una agrupación de empresas privadas gestora de las infraestructuras ferroviarias en el Reino Unido desde 1994 hasta 2002, incluyendo casi todas las estaciones del país. Creada a resultas de la privatización de British Rail, la compañía cotizó en la Bolsa de Londres, y formó parte del índice FTSE 100. En 2002, después de experimentar grandes dificultades financieras, la mayoría de las operaciones de Railtrack se transfirieron a la empresa sin fines de lucro controlada por el estado Network Rail. El resto de Railtrack pasó a llamarse RT Group plc, y finalmente se disolvió el 22 de junio de 2010.

## Historia

### Antecedentes y fundación

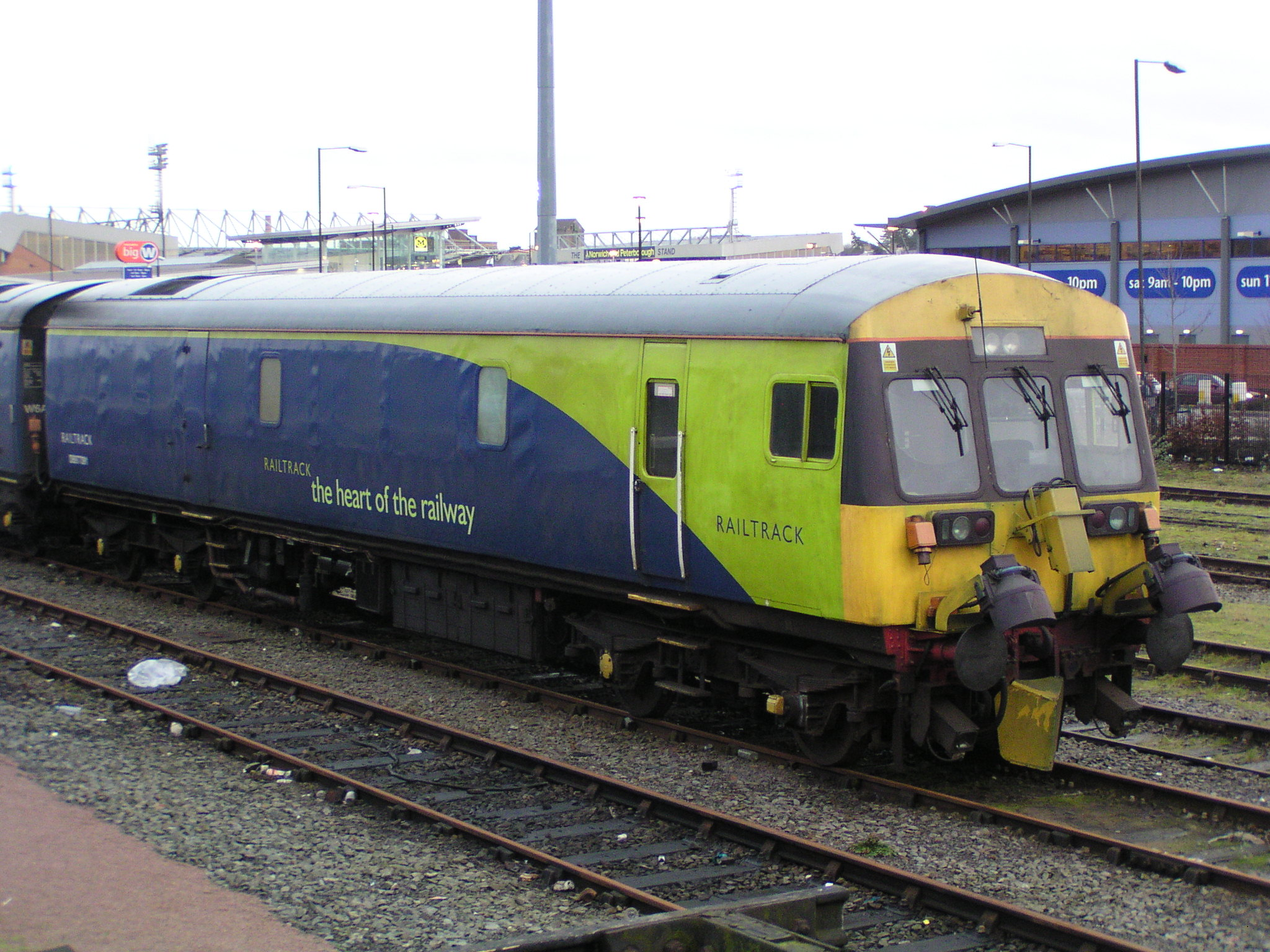
Tren de mantenimiento de vías de Railtrack

A principios de la década de 1990, el Partido Conservador decidió llevar adelante la privatización de British Rail. Un libro blanco publicado en julio de 1992 planteaba que una empresa pública fuera la principal responsable de la infraestructura ferroviaria (incluidas las vías, la señalización y las estaciones), mientras que las operaciones de los trenes se asignarían a varias empresas privadas mediante franquicias. Sin embargo, Robert Horton, quien se convertiría en el primer presidente de Railtrack y, por lo tanto, desempeñaría un papel de liderazgo durante los primeros años de existencia de la organización, presionó para que la empresa gestora de la infraestructura también se privatizara con el fin de maximizar los beneficios financieros del estado. Esta posición también fue apoyada por varias figuras dentro del gobierno conservador, como el Canciller de Hacienda Kenneth Clarke y el Secretario de Estado de Transporte Brian Mawhinney.
El 1 de abril de 1994, de acuerdo con la legislación que se acababa de aprobar, la recién creada compañía Railtrack tomó el control de la infraestructura ferroviaria de Gran Bretaña tras recibirlo de manos de British Rail. Sus principales fuentes de ingresos serían las cuotas de acceso a las vías cobradas a los operadores de trenes y el arrendamiento de las estaciones y cocheras. Además, la empresa recibía regularmente financiación del gobierno británico. Una vez iniciada su gestión, el dinero resultante se gastó en gran parte en la red ferroviaria, de acuerdo con los planes establecidos por el regulador ferroviario. Entre su creación y finales de 1998, la compañía supuestamente tuvo una relación relativamente tranquila con su primer regulador económico, John Swift QC, cuya estrategia era alentar a Railtrack a asumir sus propios compromisos de mejora. De acuerdo con el historiador ferroviario Christian Wolmar, el regulador había actuado de manera débil intencionadamente para evitar complicar la creación de Railtrack y su consiguiente privatización.
En enero de 1996, el gobierno británico confirmó sus planes de privatizar Railtrack por 2.000 millones de libras, con un valor total de sus activos de 4.000 millones. Durante mayo de 1996, la empresa presentó una oferta pública de venta en la Bolsa de Londres, aunque a un precio inferior al previsto, supuestamente en respuesta a una amenaza de intervención por parte del Partido Laborista. Este proceso supuso la privatización efectiva de Railtrack, aunque la empresa permaneció estrechamente vinculada con el gobierno británico desde el punto de vista operativo.
Las operaciones iniciales de Railtrack se vieron obstaculizadas por una huelga que se desarrolló principalmente entre junio y septiembre de 1994. En un momento dado, la dirección de la empresa propuso despedir a todos sus técnicos de señalización, que sumaban unos 4600 empleados. El primer director ejecutivo de Railtrack, John Edmonds, siguió una estrategia encaminada a deshacerse de los técnicos y subcontratar su trabajo siempre que fuera posible, con el objetivo de reducir los costos. Dentro de sus primeros años de operación, Railtrack pareció tener un buen estado financiero, y se registraron ganancias anuales, mientras que el valor de sus acciones se cuadriplicó en un período de tiempo relativamente corto. Además, entre mediados y finales de la década de 1990, la empresa anunció varios proyectos de inversión de gran alcance en cooperación con operadores de trenes y otros socios. Sin embargo, ya en 1997, la compañía Railtrack estaba siendo criticada por prestar poca atención a la inversión en su infraestructura.

### Problemas y controversias
El accidente ferroviario de Southall de 1997 y el accidente ferroviario de Paddington de 1999, pusieron en tela de juicio las consecuencias negativas que la fragmentación de la red ferroviaria había introducido tanto en la seguridad como en los procedimientos de mantenimiento. Railtrack fue severamente criticada tanto por su desempeño en la mejora de la infraestructura ferroviaria de Gran Bretaña como por su historial de seguridad. En la investigación realizada por Lord Cullen sobre el accidente de Ladbroke Grove, se observó que se habría podido impedir que los trenes pasaran cualquier señal en rojo si se hubiera instalado y puesto en servicio el sistema Automatic Train Protection (ATP), aunque la adopción a escala nacional del ATP, una recomendación realizada después del accidente ferroviario de Clapham Junction sucedido en 1988, se abandonó porque se consideró que el costo era excesivo en relación con el aumento de la seguridad obtenible.
Un punto particular de las críticas hizo hincapié en que el regulador no fue lo suficientemente duro con Railtrack y, como resultado, la empresa pudo abusar de su posición de monopolio. En particular, los clientes de Railtrack, los operadores de trenes de pasajeros y de mercancías, supuestamente estaban deseando que se adoptaran medidas reglamentarias para obligar a la empresa a mejorar su administración de la red y su desempeño. Durante 1993, Swift había sido nombrado regulador ferroviario por el entonces secretario de transporte conservador John MacGregor. Cuando el gobierno laborista asumió el control después de las elecciones generales de mayo de 1997, el nuevo secretario de transporte (y vice primer ministro) John Prescott adoptó una línea mucho más dura. Cuando expiró el mandato de cinco años de Swift el 30 de noviembre de 1998, no fue reelegido.
Después de un período de interinidad, durante el que Chris Bolt, el principal asesor económico y suplente efectivo de Swift, ocupó el cargo de regulador, un nuevo regulador ferroviario comenzó un mandato de cinco años en julio de 1999, iniciando una era regulatoria mucho más dura. Tom Winsor, el nuevo regulador ferroviario, había sido el consejero general de Swift (1993–95), y adoptó un enfoque regulatorio más intervencionista y agresivo. Según los informes, la relación entre las dos partes fue tormentosa en varias ocasiones. Así, en abril de 2000, The Guardian informó de que "Railtrack está adoptando una 'cultura de desafío' deliberada contra el regulador ferroviario". Gerald Corbett por un lado (el director ejecutivo de Railtrack en ese momento), y Winsor por el otro, no compartían la misma visión de la red. Railtrack se resistió a la acción regulatoria ideada para mejorar su desempeño y, a medida que el regulador investigaba cada vez más profundamente, se revelaron graves deficiencias en la administración de la red por parte de la empresa. Winsor advirtió a Railtrack de que si no mejoraba la puntualidad de los trenes de pasajeros en un 12,7 por ciento para marzo de 2000, la empresa tendría que pagar multas con sus ganancias.
El 17 de octubre de 2000 se produjo el accidente ferroviario de Hatfield, que causó cuatro muertes y más de setenta heridos. Este resultaría ser el momento decisivo en el posterior colapso de Railtrack. Rápidamente se determinó que la causa del accidente fatal fue un fallo relacionado con la infraestructura y, por lo tanto, dentro del ámbito de competencias de Railtrack. A raíz del siniestro de Hatfield, se llevaron a cabo importantes reparaciones en toda la red ferroviaria británica, cuyo costo se estimó en unos 580 millones de libras. Railtrack no tenía idea de cuántos casos similares al de Hatfield podrían suceder potencialmente, ni tenía forma de evaluar las consecuencias de las restricciones de velocidad que se estaban estableciendo, en gran parte porque la mayoría de los técnicos de ingeniería de mantenimiento y empresas de renovación de British Rail se habían enajenado por separado. Estas restricciones paralizaron casi por completo la red ferroviaria y provocaron una gran hostilidad pública. Según Wolmar, la junta de Railtrack había entrado en pánico a raíz del accidente de Hatfield.

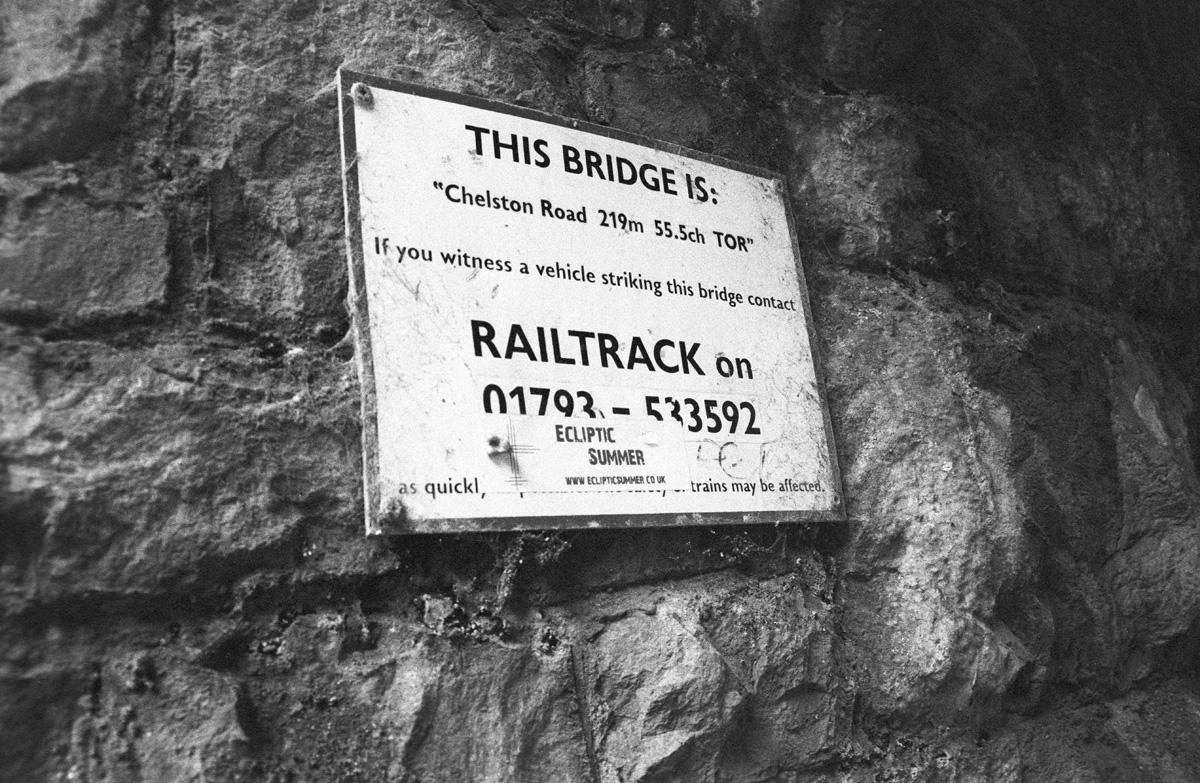
Cartel que identifica un puente mantenido por Railtrack

En aquel momento, aumentó sensiblemente la presión regulatoria y la de sus clientes sobre Railtrack, mientras que el precio de las acciones de la compañía cayó bruscamente cuando se hizo evidente que existían serias deficiencias en la capacidad de la compañía para abordar y resolver problemas fundamentales relacionados con sus actividades principales. Durante febrero de 1999, se produjo una caída significativa en el precio de las acciones de Railtrack en respuesta al lanzamiento por parte de la empresa de una emisión de bonos destinada a financiar la modernización de la Línea Principal de la Costa Oeste y el Programa Thameslink. La modernización de la Línea Principal de la Costa Oeste se visto envuelta en una espiral de costos, pasando de una estimación 2.000 millones de libras a aproximadamente 10.000 millones. El programa de modernización registró fallos técnicos y administrativos, como que el sistema de señalización de bloqueo móvil no estaba maduro para una línea principal de tráfico mixto tan concurrida. En 2000, surgieron informes de que era posible que Railtrack no pudiera cumplir con su compromiso planificado de comprar la Sección 2 de la Línea de alta velocidad Londres-Eurotúnel, lo que también generó interrupciones e incertidumbres en este programa.
En febrero de 2001, Steve Marshall, presidente de la empresa, declaró que Railtrack podría tener una deuda neta de aproximadamente 8.000 millones de libras esterlinas para 2003. Durante mayo de 2001, la compañía anunció que, a pesar de obtener unos beneficios de 199 millones de libras antes de impuestos y de gastos excepcionales, los 733 millones de libras de costos y compensaciones pagadas por el accidente de Hatfield hundieron sus ganancias hasta unas pérdidas de 534 millones. Estas pérdidas obligaron a la organización a solicitar al gobierno financiación, que utilizó de forma controvertida para pagar un dividendo de 137 millones de libras a sus accionistas en mayo de 2001. Meses después, Railtrack solicitó un nuevo rescate del gobierno.

### Administración estatal
El 7 de octubre de 2001, Railtrack plc pasó a formar parte de la administración ferroviaria en virtud de la Ley de Ferrocarriles de 1993, tras una solicitud a la Corte Suprema por parte del Secretario de Estado de Transportes, Stephen Byers. Esta era en la práctica una forma de quiebra, que permitía que la red ferroviaria continuara en funcionamiento a pesar de los problemas financieros del operador. La empresa matriz, Railtrack Group plc, no fue puesta bajo el control de un administrador, y continuó operando sus otras actividades subsidiarias, que incluían intereses inmobiliarios y de telecomunicaciones. Si no se hubiera tomado esta medida, es posible que los servicios ferroviarios en toda Gran Bretaña se hubieran detenido por completo por un tiempo.
Durante la mayor parte del año de administración, la posición del gobierno había sido que la nueva empresa tendría que desenvolverse dentro del acuerdo regulatorio existente (14.800 millones de libras esterlinas para los cinco años comprendidos entre 2001 y 2006). Sin embargo, pronto se hizo evidente que eso era imposible y que las secuelas del accidente de Hatfield habían revelado que la red requería mucho más dinero para su operación, mantenimiento y renovación. El 23 de noviembre de 2001 se informó que podrían necesitarse otros 3.500 millones de libras para mantener la red nacional de ferrocarril en funcionamiento, suma puesta sobre la mesa por Ernst & Young, consultora que evaluaba las finanzas de la compañía. Durante febrero de 2002, la Comisión Europea aprobó la provisión de una ayuda estatal a Railtrack, envuelta en serios problemas para mantener las operaciones.
Para sacar a Railtrack de la administración estatal, el gobierno tuvo que volver a la Corte Suprema y presentar pruebas de que la empresa ya no era insolvente. La razón principal dada por el gobierno al tribunal para esta afirmación fue la decisión del regulador ferroviario, anunciada el 22 de septiembre de 2002, de llevar a cabo una revisión provisional de las finanzas de la empresa, con el potencial de adelantar sumas adicionales significativa. El Tribunal Superior aceptó que, por lo tanto, la empresa no era insolvente, y la orden de administración estatal de la compañía se anuló el 2 de octubre de 2002.

### Transferencia de activos aNetwork Rail
Network Rail se formó con el objetivo principal de adquirir y poseer Railtrack plc. Originalmente, el gobierno permitió que empresas privadas pujaran por Railtrack plc. Sin embargo, con la disponibilidad limitada de datos financieros sobre Railtrack, las implicaciones políticas de ser propietario de la empresa y la preferencia muy obvia del gobierno de que la red ferroviaria nacional fuera a para a manos de Network Rail, no se presentaron postores aparte de la propia Network Rail, que adquirió Railtrack plc el 3 de octubre de 2002. Posteriormente, Railtrack plc pasó a llamarse Network Rail Infrastructure Limited.
La adquisición de Railtrack plc por parte de Network Rail fue bien recibida en ese momento por los grupos que representaban a los pasajeros de trenes británicos. La actitud de los clientes de Railtrack, los operadores de trenes de pasajeros y de mercancías, era mucho más cautelosa, especialmente porque desconfiaban de una estructura corporativa en la que el capital de los accionistas no estaba en riesgo si la nueva administración de la empresa manejaba mal sus asuntos.

### Liquidación
El 18 de octubre de 2002, la empresa matriz de Railtrack, Railtrack Group, entró en liquidación voluntaria de sus miembros como RT Group. El negocio de Railtrack (y su deuda de 7.000 millones de libras) se había vendido a Network Rail por 500 millones de libras, y los diversos negocios diversificados que había creado para tratar de protegerse del negocio deficitario de operar un ferrocarril se enajenaron a varios compradores. Los 370 millones en poder de Railtrack Group se congelaron en el momento en que la empresa entró en el proceso de administración estatal, y se destinaron a pagar a los accionistas de Railtrack una compensación estimada de 70 peniques por acción. La participación del Grupo en la línea High Speed 1 parcialmente construida, también se vendió por 295 millones de libras. Durante diciembre de 2002, Railtrack Group dejó de cotizar en la Bolsa de Valores de Londres. Ese mismo mes, la empresa anunció un acuerdo para vender sus intereses inmobiliarios restantes, agrupados en RT Group Developments, al promotor inmobiliario Hammerson a cambio de 63 millones.

## Compensación

### Litigios
A finales de 2001, los accionistas de Railtrack formaron dos grupos para presionar por una mayor compensación. Un abogado que hablaba en nombre de uno de esos grupos comentó en GMTV que su estrategia era demandar al gobierno por información incorrecta y engañosa proporcionada en el momento en que se creó Railtrack, cuando el conservador John Major era Primer Ministro. Una oferta aumentada de hasta 262 peniques por acción fue suficiente para convencer al grupo de accionistas más grande, Railtrack Action Group, de abandonar la acción legal. El presidente, Usman Mahmud, pensaba que la acción legal no tendría éxito sin el apoyo de la gerencia y de los principales accionistas.
La legalidad de la decisión de poner a Railtrack bajo administración estatal fue impugnada por el Grupo de Acción de Accionistas Privados de Railtrack más pequeño. Su reclamación contra el gobierno alegaba que el Secretario de Estado de Transporte en ese momento, el diputado Stephen Byers, había decidido cortar la financiación de Railtrack y pedirle al Tribunal Superior que pusiera a la empresa bajo administración estatal, acusándolo de prevaricación agravada. Se estimó que Railtrack disponía de 532 millones de libras, que comprendían 370 millones en el banco, junto con 162 millones de un compromiso de préstamo existente del Departamento de Transporte todavía pendiente de retirar, pero el parlamentario Stephen Byers canceló este compromiso, haciendo creer a los accionistas que la compañía había incumplido las condiciones contractuales para recibir el préstamo.
Esta fue la demanda colectiva más grande jamás realizada en los tribunales ingleses: se contabilizaron 49.500 demandantes, todos pequeños accionistas de Railtrack. Keith Rowley, el abogado de los accionistas, alegó que Byers había "ideado un plan mediante el que tenía la intención de perjudicar a los accionistas del Railtrack Group al menoscabar el valor de sus intereses en esa empresa sin pagar una compensación y sin la aprobación del Parlamento".
El caso se sometió a audiencia en la Corte Suprema de Londres en julio de 2005. Byers sintió cierta vergüenza cuando admitió que una respuesta que había dado a un Comité Designado de la Cámara de los Comunes era inexacta, pero el 14 de octubre de 2005 el juez encontró que no había evidencia de que Byers hubiera cometido prevaricación agravada. Los accionistas particulares decidieron no apelar contra la sentencia por no existir fundamento legal para hacerlo. Para muchos de ellos, que habían contribuido con alrededor de 50 libras cada uno en promedio para el fondo necesario con el fin de iniciar la reclamación ante los tribunales, el caso había cumplido su propósito.
Las circunstancias en las que se puso bajo administración estatal Railtrack fueron muy controvertidas, con alegaciones en el Parlamento el 24 de octubre de 2005 de que la empresa no había sido insolvente en ese momento (7 de octubre de 2001) y, que por lo tanto, la orden de administración se había obtenido incorrectamente. Esto se debió a la jurisdicción del regulador ferroviario independiente, en ese momento Tom Winsor, para aportar dinero adicional con el propósito de mantener la posición financiera de la empresa. El parlamentario Sir Alan Duncan, entonces secretario de transporte en la sombra, dijo en el Parlamento que este aspecto del asunto, que no se trató en el caso de los accionistas en la Corte Suprema, era "quizás la cicatriz más vergonzosa en la honestidad del Gobierno" y "un absoluto escándalo".
Byers se disculpó ante la Cámara de los Comunes el 17 de octubre de 2005 por haber dado una respuesta "fácticamente inexacta" al Comité Designado, pero dijo que no tenía la intención de engañarlos. Esta declaración personal al Parlamento no fue aceptada por el parlamentario que había hecho la pregunta original, y el asunto fue remitido al Comité de Estándares y Privilegios de la Cámara de los Comunes para su investigación. Como resultado del informe de esa comisión, el Sr. Byers hizo otra declaración de disculpa al Parlamento.

### Pagos a los accionistas
RT Group plc (en liquidación voluntaria) realizó una serie de pagos a los accionistas durante la liquidación de los asuntos de la empresa antes de disolverse finalmente el 22 de junio de 2010.
| Diciembre de 2003 | 200p      |
| Agosto de 2004    | 43p       |
| Diciembre de 2004 | 9p        |
| Diciembre de 2005 | 8,5p      |
| Marzo de 2010     | 2,071865p |

## Gestión
Robert Horton fue el primer presidente de Railtrack, y renunció a este cargo a principios de 1999 en medio de distintos informes sobre sus desacuerdos con el entonces director ejecutivo de la compañía, Gerald Corbett. Steve Marshall se convirtió en el siguiente presidente de la empresa. Después de que la empresa entrara en suspensión de pagos, anunció su propia renuncia en octubre de 2001 y de hecho se retiró en marzo de 2002. Ese mismo mes, Geoffrey Howe fue nombrado presidente del Railtrack Group (la parte del negocio que no estaba sometida a administración estatal) y rápidamente buscó una estrategia para obtener una compensación del gobierno británico.
El primer director ejecutivo de Railtrack, John Edmonds, fue un gran defensor de la subcontratación de las actividades de ingeniería y de la reducción de costos de la empresa. A finales de 1997, fue sucedido como director ejecutivo por Gerald Corbett, durante cuyo mandato se produjeron numerosos accidentes, de manera que tuvo que disculparse públicamente varias veces, y formalizó unas recomendaciones para reformar la industria ferroviaria. En noviembre de 2000, Corbett presentó su renuncia, tras había sido conminado públicamente por numerosos políticos y figuras públicas para que lo hiciera. Corbett era el director ejecutivo de Railtrack cuando la compañía entró en suspensión de pagos.